# Johann Heinrich von Anethan
Johann Heinrich von Anethan  (* 1628 in Trier; † 18. Juni 1693 in Köln) war ein römisch-katholischer Geistlicher. Er wirkte als Generalvikar und Weihbischof in Köln und Hildesheim. Außerdem war er zeitweise Weihbischof in Trier und schließlich Koadministrator in Köln.

## Leben
Anethan wurde 1628 in Trier als Sohn des kurtrierischen Kanzlers Johannes von Anethan (1594–1668) und dessen Frau Elisabeth Gobelius geboren. Nach Besuch des Gymnasiums in Trier studierte er von 1649 bis 1652 in Rom am Collegium Germanicum. 1652 promovierte er zum Dr. iur. can. Er empfing die Priesterweihe und wurde Kanoniker an St. Simeon in Trier und Dekan in Wimpfen. 1658 wurde er Offizial für das Niederstift Trier.
1663 ernannte ihn Bischof Max Heinrich von Bayern zum Offizial und Generalvikar in Hildesheim. Seit 1665 war er Titularbischof von Hierapolis in Isauria und Weihbischof in Hildesheim. Außerdem erhielt er noch die Ämter eines Dekans des Stiftes vom Hl. Kreuz in Hildesheim und eines Propstes am Stift Simon und Judas in Goslar.
1679 wurde er an Stelle des Weihbischofs Paul von Aussem Mitglied des Kölner Domkapitels. Ein Jahr später übernahm er nach dessen Tod das Amt eines Weihbischofs in Köln. Außerdem ernannte ihn der Erzbischof am 7. Januar 1680 zum Generalvikar. 1683 wurde er zusätzlich Scholaster an St. Gereon.
Bei der Wahl eines Nachfolgers für den verstorbenen Erzbischof Max Heinrich stimmte er 1688 für Joseph Clemens von Bayern. Da dieser noch nicht das erforderliche Alter für sein Amt hatte, ernannte der Papst Anethan zum Koadministrator.
Wie im Erzbistum Trier unternahm er auch im Erzbistum Köln als Generalvikar verschiedene Generalvisitationen. So führte er im Jahr 1682 eine flächendeckende Generalvisitation im Herzogtum Westfalen durch.
Er starb am 18. Juni 1693 in Köln.